# Wilson Modesto Ribeiro
Wilson Modesto Ribeiro foi um político brasileiro do estado de Minas Gerais. Atuou como deputado estadual em Minas Gerais na 3ª legislatura (1955-1959), como suplente e foi eleito para o mandato de 1959 a 1963 (4ª legislatura) e de 1963 a 1967 (5ª legislatura), pelo PTB.